# Turn- und Ballspielverein Lemgo
TBV Lemgo ou Turn- und Ballsportverein Lemgo é um clube de Handebol alemão da cidade de Lemgo . De 1911 até 1942, o nome do clube foi Ballsportverein Lemgo 1911 . A partir de 2012, TBV Lemgo compete no Campeonato Alemão de Handebol .

## Titulos
Lista atualizada em 2013.
- Campeonato Alemão de Handebol: 2
  - 1997, 2003

- Copa da Alemanha de Handebol: 3
  - 1995, 1997, 2002

- Copa dos campeões da EHF: 1
  - 1996

- Copa da EHF: 1
  - 2006, 2010

- Super copa da Alemanha de Handebol 4
  - 1997, 1999, 2002, 2003

## Elenco 2012–13
Lista atualizada em 2013.
| Nr. | Nacionalidade | Nome               |
| --- | ------------- | ------------------ |
| 1   | Alemanha      | Carsten Lichtlein  |
| 12  | Alemanha      | Nils Dresrüsse     |
| 16  | Alemanha      | Dennis Doden       |
| 2   | Alemanha      | Marcel Niemeyer    |
| 4   | Suécia        | Patrik Johansson   |
| 7   | Alemanha      | Sebastian Preiß    |
| 8   | Alemanha      | Jens Bechtloff     |
| 15  | Alemanha      | Florian Kehrmann   |
| 17  | Espanha       | Alfredo Sorrentino |
| 18  | Alemanha      | Julian Possehl     |
| 19  | Alemanha      | Martin Strobel     |
| 20  | Alemanha      | Rolf Hermann       |
| 21  | Alemanha      | Nils Prüssner      |
| 23  | Alemanha      | Hendrik Pekeler    |
| 24  | Alemanha      | Timm Schneider     |
| 25  | Alemanha      | Finn Lemke         |
| 28  | Alemanha      | Gunnar Dietrich    |
| 36  | Países Baixos | Arjan Haenen       |
| 41  | Alemanha      | Max Höning         |
| 76  | Alemanha      | Patrick Zieker     |